# Honnōji-Zwischenfall
Inō – Terabe – Marune – Okehazama – Inabayama – Chōkō-ji – Kanegasaki – Anegawa – Ishiyama Hongan-ji – Hiei-zan – Nagashima – Mikatagahara – Hikida – Odani – Ichijōdani – Itami – Nagashino – Mitsuji – Kizugawaguchi – Shigisan – Tedorigawa – Takatenjin – Tottori – Hijiyama – Tenmokuzan – Takatō – Uozu – Honnōji
Im sogenannten Honnōji-Zwischenfall am 21. Juni 1582 putschte Akechi Mitsuhide gegen seinen Lehnsherren Oda Nobunaga und überfiel ihn im Tempel von Honnōji in Kyōto.

## Vorgang
Nobunaga war zwei Tage vorher in Kyōto angekommen und hatte in dem Tempel Quartier bezogen. Nur wenige Untergebene waren bei ihm, während sein Sohn woanders in der Stadt untergebracht und keiner seiner wichtigsten Generäle bei ihm war. Mitsuhide war befohlen worden, mit seiner Armee von 13.000 Mann in die Chūgoku-Region zu ziehen, um den gegnerischen Daimyō Mōri Terumoto (1553–1625) zu bekämpfen, überfiel aber stattdessen Nobunaga.
Die zahlenmäßig weit unterlegenen und unvorbereiteten Truppen der Oda wurden fast vollständig aufgerieben. Als Nobunaga seine Niederlage erkannte, zog er sich in den Tempel zurück und tötete sich selbst (Seppuku). Auch sein ältester Sohn und Erbe, Oda Nobutada, starb bei dem Angriff. Akechi Mitsuhide wurde wenige Tage später von einem Gefolgsmann der Oda, Toyotomi Hideyoshi, als Reaktion auf diese Tat in der Schlacht von Yamazaki getötet.